# Mike Stack
Michael Joseph Stack III, né le 5 juin 1963, est un homme politique américain, occupant le poste de Lieutenant-Gouverneur de la Pennsylvanie de 2015 à 2019. Adhérent du Parti démocrate, il fut membre du Sénat de l'État de la Pennsylvanie, représentant du 5e district, de 2001 à 2015.

## Éducation
Stack est diplômé de La Salle College High School, dans la banlieue de Philadelphie et de l'Université La Salle dans cette même ville.[réf. nécessaire] Il a obtint une maîtrise de droit à l'Université Villanova.

## Carrière politique
Il était le candidat démocrate à la fonction qu'il occupe actuellement - lieutenant gouverneur de la Pennsylvanie - lors des élections de 2014, en lice avec le candidat, également démocrate, pour le poste de gouverneur, Tom Wolf. Le camp Wolf/Stack vainquit le camp républicain composé de Tom Corbett et Jim Cawley durant ces mêmes élections. Stack prêta serment le 20 janvier 2015,.
Stack est le chef de circonscription du 58th ward Democratic executive commitee.
Le 15 mai, Stack perdit les primaires démocrates visant à élire un candidat au poste de Lieutenant-gouverneur face au maire de Braddock, John Fetterman.

## Controverses
Durant son mandat en tant que lieutenant-gouverneur, Stack eut une querelle très médiatisée avec le gouverneur Tom Wolf, en partie à cause des allégations de mauvais traitements du personnel mettant en cause Stack, et de la différence dans les styles de management que pratiquaient ce dernier et le gouverneur. Le litige a pris une telle ampleur qu'un effort important fut produit au sein du parti afin de remplacer Stack aux primaires 2018, et quatre candidats démocrates se sont inscrits pour lui faire face. Afin de montrer son désamour pour Stack, le gouverneur Wolf décida de ne pas le soutenir, ni lui, ni aucun candidat.
Le Lieutenant-gouverneur Stack finit quatrième de la primaire, cédant sa place à John Fetterman.

## Vie personnelle
Le grand-père de Stack, le premier Michael J. Stack, était membre du Congrès de 1935 à 1939.
En 2002, il fut nommé dans la liste des législateurs les mieux habillés par le site PoliticsPA .

## Passé électoral
| Elections 2000 du Pennsylvania State Senate 5th District | Elections 2000 du Pennsylvania State Senate 5th District | Elections 2000 du Pennsylvania State Senate 5th District | Elections 2000 du Pennsylvania State Senate 5th District |
| -------------------------------------------------------- | -------------------------------------------------------- | -------------------------------------------------------- | -------------------------------------------------------- |
| Parti                                                    | Candidats                                                | Votes                                                    | %                                                        |
| Démocrate                                                | Michael Stack, III                                       | 46,980                                                   | 52.55                                                    |
| Républicain                                              | Frank Salvatore (en fonction)                            | 42,416                                                   | 47.45                                                    |

| Elections 2004 du Pennsylvania State Senate 5th District | Elections 2004 du Pennsylvania State Senate 5th District | Elections 2004 du Pennsylvania State Senate 5th District | Elections 2004 du Pennsylvania State Senate 5th District |
| -------------------------------------------------------- | -------------------------------------------------------- | -------------------------------------------------------- | -------------------------------------------------------- |
| Parti                                                    | Candidats                                                | Votes                                                    | %                                                        |
| Démocrate                                                | Michael Stack, III (en fonction)                         | 66,844                                                   | 65.74                                                    |
| Républicain                                              | Sam Mirarchi                                             | 34,829                                                   | 34.26                                                    |

| Election 2008 du Pennsylvania State Senate 5th District | Election 2008 du Pennsylvania State Senate 5th District | Election 2008 du Pennsylvania State Senate 5th District | Election 2008 du Pennsylvania State Senate 5th District |
| ------------------------------------------------------- | ------------------------------------------------------- | ------------------------------------------------------- | ------------------------------------------------------- |
| Parti                                                   | Candidats                                               | Votes                                                   | %                                                       |
| Démocrate                                               | Michael Stack, III (inc.)                               | 71,141                                                  | 71.97                                                   |
| Republicain                                             | John Farley                                             | 27,702                                                  | 28.03                                                   |

| Election 2012 du Pennsylvania State Senate 5th District | Election 2012 du Pennsylvania State Senate 5th District | Election 2012 du Pennsylvania State Senate 5th District | Election 2012 du Pennsylvania State Senate 5th District |
| ------------------------------------------------------- | ------------------------------------------------------- | ------------------------------------------------------- | ------------------------------------------------------- |
| Parti                                                   | Candidats                                               | Votes                                                   | %                                                       |
| Démocrate                                               | Michael Stack, III (inc.)                               | 65,587                                                  | 71.65                                                   |
| Républicain                                             | Michael Tomlinson                                       | 25,954                                                  | 28.35                                                   |

| Pennsylvania Lieutenant Governor Democratic Primary Election, 2014 | Pennsylvania Lieutenant Governor Democratic Primary Election, 2014 | Pennsylvania Lieutenant Governor Democratic Primary Election, 2014 | Pennsylvania Lieutenant Governor Democratic Primary Election, 2014 |
| ------------------------------------------------------------------ | ------------------------------------------------------------------ | ------------------------------------------------------------------ | ------------------------------------------------------------------ |
| Parti                                                              | Candidats                                                          | Votes                                                              | %                                                                  |
| Démocrate                                                          | Michael Stack, III                                                 | 351,627                                                            | 46.79                                                              |
| Démocrate                                                          | Mark Critz                                                         | 119,334                                                            | 15.88                                                              |
| Démocrate                                                          | Mark Smith, Jr.                                                    | 109,519                                                            | 14.57                                                              |
| Démocrate                                                          | Brad Koplinski                                                     | 89,524                                                             | 11.91                                                              |
| Démocrate                                                          | Brandon Neuman                                                     | 81,438                                                             | 10.84                                                              |

| Pennsylvania Lieutenant Governor Democratic Primary Election, 2018 | Pennsylvania Lieutenant Governor Democratic Primary Election, 2018 | Pennsylvania Lieutenant Governor Democratic Primary Election, 2018 | Pennsylvania Lieutenant Governor Democratic Primary Election, 2018 |
| ------------------------------------------------------------------ | ------------------------------------------------------------------ | ------------------------------------------------------------------ | ------------------------------------------------------------------ |
| Parti                                                              | Candidats                                                          | Votes                                                              | %                                                                  |
| Démocrate                                                          | John Fetterman                                                     | 284,089                                                            | 37.5                                                               |
| Démocrate                                                          | Nina Ahmad                                                         | 179,920                                                            | 23.7                                                               |
| Démocrate                                                          | Kathi Cozzone                                                      | 141,027                                                            | 18.6                                                               |
| Démocrate                                                          | Michael Stack, III (inc.)                                          | 125,687                                                            | 16.6                                                               |
| Démocrate                                                          | Ray Sosa                                                           | 26,923                                                             | 3.6                                                                |